# Cime tempestose (film 1954)
Cime tempestose (Abismos de pasión) è un film del 1954, diretto da Luis Buñuel. Il soggetto è liberamente tratto dal romanzo omonimo di Emily Brontë.
Appartiene al periodo messicano di Buñuel.

## Trama
Dopo 10 anni di assenza, Alejando ritorna nella tenuta El Robredal con il desiderio di sposarsi con Catalina, il suo amore di gioventù, ma lei nel frattempo ha accettato la proposta di matrimonio di Eduardo, un facoltoso vicino. Nonostante fosse stato un matrimonio d'amore, il ritorno di Alejandro riaccende la passione in Catalina, che si sente irrimediabilmente attratta da lui, ma vuole resistere a tutti i costi e non tradire il marito. 
Per ripicca, Alejandro sposa Isabel, sorella di Eduardo, che tratta sempre con disprezzo. Nel frattempo, Eduardo ha capito che il sentimento di Catalina è qualcosa di troppo forte che potrebbe distruggerla e, non riuscendo a impedirlo, riprende a bere e perde la sua proprietà giocando d'azzardo.
Catalina si ammala gravemente, probabilmente per il rimorso e la disperazione; nonostante tutti cerchino di impedirglielo, Alejando riesce ad arrivare al suo capezzale, dove finalmente lei gli confessa di amarlo ancora tanto quanto lui.
Ma è tutto inutile: a causa di un parto difficile, Catalina muore. Alejandro vorrebbe averla sempre con sé, ma questa volta è Ricardo, fratello della morta, a opporsi e finirà per ucciderlo.

## Edizioni in DVD
In Italia è stato pubblicato nel 2010 dalla Dynamic Italia.